# سون تومبا

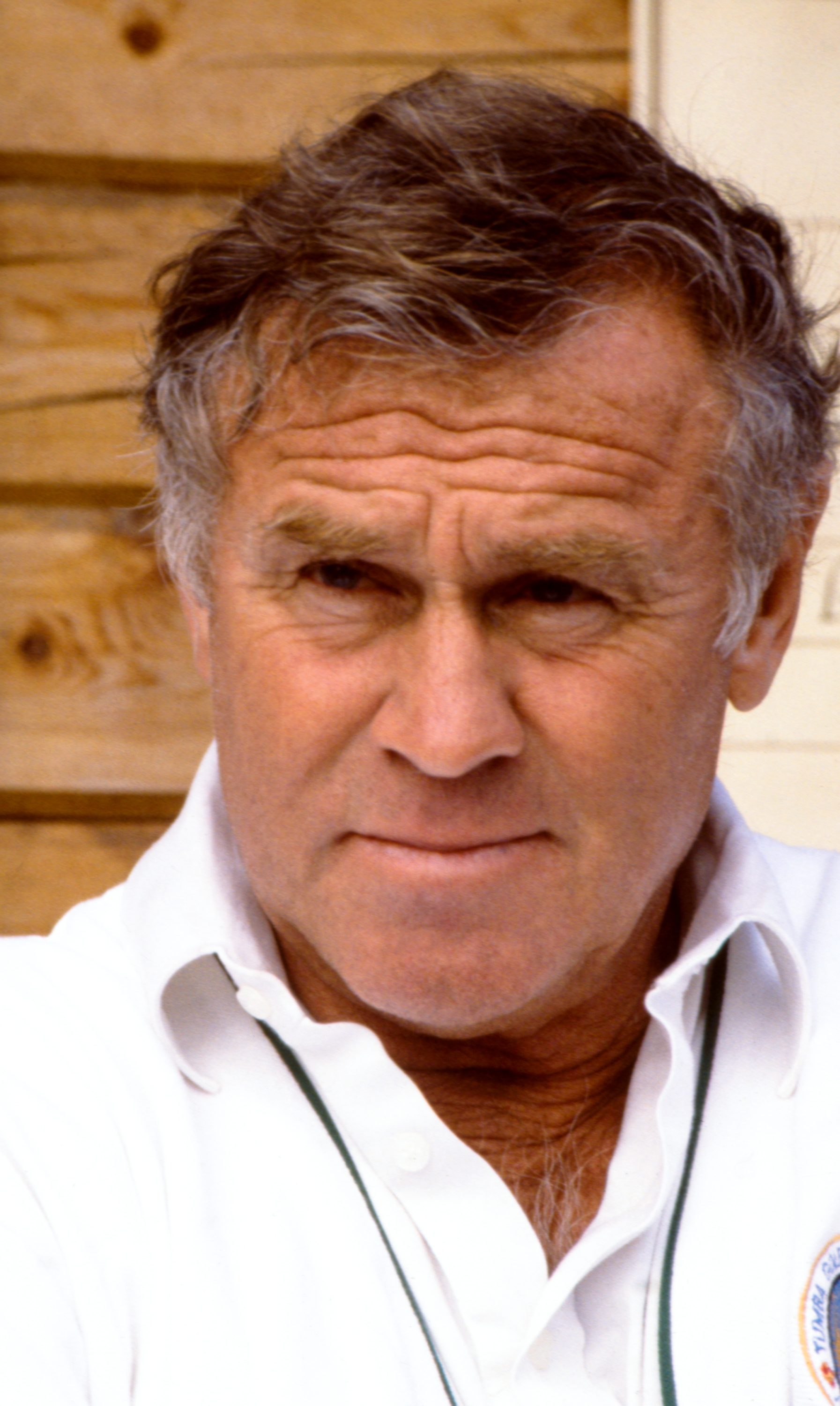
سون تومبا در سال ۱۹۹۱

سون تومبا (انگلیسی: Sven Tumba; ۲۸ اوت ۱۹۳۱ – ۱ اکتبر ۲۰۱۱) بازیکن فوتبال، بازیکن هاکی روی یخ، و گلف‌باز اهل سوئد بود.
از باشگاه‌هایی که در آن بازی کرده‌است می‌توان به باشگاه فوتبال دیورگاردن اشاره کرد.